# Łyżwiarstwo szybkie na Zimowych Igrzyskach Olimpijskich 2018 – 5000 m kobiet
Bieg na 5000 metrów kobiet rozgrywany w ramach łyżwiarstwa szybkiego na Zimowych Igrzyskach Olimpijskich 2018 odbył się 16 lutego w hali Gangneung Oval w Gangneung.
Złoty wywalczyła Holenderka Esmee Visser, druga była Czeszka Martina Sáblíková, a na najniższym stopniu podium stanęła Natalja Woronowa startująca w reprezentacji sportowców olimpijskich z Rosji.

## Terminarz
| Data      | Konkurencja | Godzina rozpoczęcia | Godzina rozpoczęcia |
| Data      | Konkurencja | UTC+09:00           | CET                 |
| --------- | ----------- | ------------------- | ------------------- |
| 16 lutego | Finał       | 20:00               | 12:00               |

## Rekordy
Rekordy obowiązujące przed rozpoczęciem igrzysk.
| Rekord            | Zawodnik          | Czas    | Miejsce        | Data           |
| ----------------- | ----------------- | ------- | -------------- | -------------- |
| Rekord świata     | Martina Sáblíková | 6:42,66 | Salt Lake City | 18 lutego 2011 |
| Rekord olimpijski | Claudia Pechstein | 6:46,91 | Salt Lake City | 23 lutego 2002 |

## Wyniki
| Miejsce | Para | Linia | Zawodnik               | Reprezentacja                | Czas    | Strata | Uwagi |
| ------- | ---- | ----- | ---------------------- | ---------------------------- | ------- | ------ | ----- |
| 1.      | 4    | O     | Esmee Visser           | Holandia                     | 6:50,23 | –      | TR    |
| 2.      | 6    | O     | Martina Sáblíková      | Czechy                       | 6:51,85 | +1,62  |       |
| 3.      | 6    | I     | Natalja Woronowa       | Olimpijscy sportowcy z Rosji | 6:53,98 | +3,75  |       |
| 4.      | 1    | I     | Annouk van der Weijden | Holandia                     | 6:54,17 | +3,94  |       |
| 5.      | 5    | I     | Ivanie Blondin         | Kanada                       | 6:59,38 | +9,15  |       |
| 6.      | 3    | O     | Isabelle Weidemann     | Kanada                       | 6:59,88 | +9,65  |       |
| 7.      | 1    | O     | Maryna Zujewa          | Białoruś                     | 7:04,41 | +14,18 |       |
| 8.      | 5    | O     | Claudia Pechstein      | Niemcy                       | 7:05,43 | +15,20 |       |
| 9.      | 4    | I     | Misaki Oshigiri        | Japonia                      | 7:07,71 | +17,48 |       |
| 10.     | 2    | I     | Jelena Peeters         | Belgia                       | 7:10,26 | +20,03 |       |
| 11.     | 2    | O     | Carlijn Schoutens      | Stany Zjednoczone            | 7:13,28 | +23,05 |       |
| 12.     | 3    | I     | Nana Takagi            | Japonia                      | 7:17,45 | +27,22 |       |